# Паринов, Валентин Олегович
Валентин Олегович Паринов (род. 16 июня 1959, Ольга, Приморский край) — советский пловец, трёхкратный чемпион СССР (1974, 1976, 1977), призёр чемпионата Европы (1977), участник Олимпийских игр (1976). Мастер спорта СССР международного класса (1973).

## Биография
Валентин Паринов родился 16 июня 1959 года в посёлке Ольга Приморского края. В 1965 году вместе с семьёй переехал в Ашхабад, где в возрасте 8 лет начал заниматься плаванием под руководством Вячеслава Перегудова. В 1973 году был чемпионом Европы среди юниоров на дистанциях 400 и 1500 метров вольным стилем.
Наиболее значимых успехов добивался в середине 1970-х годов. Специализировался в плавании на дистанции 1500 метров вольным стилем. В 1974, 1976 и 1977 годах становился чемпионом СССР в этой дисциплине. В 1976 году участвовал в Олимпийских играх в Монреале, в 1977 году завоевал серебряную медаль на чемпионате Европы в Йёнчёпинге. 
В 1979 году завершил свою спортивную карьеру. 